# Comus
Comus – miejscowość i gmina we Francji, w regionie Oksytania, w departamencie Aude.
Według danych na rok 1990 gminę zamieszkiwało 46 osób, a gęstość zaludnienia wynosiła 3 osoby/km² (wśród 1545 gmin Langwedocji-Roussillon Comus plasuje się na 854. miejscu pod względem liczby ludności, natomiast pod względem powierzchni na miejscu 523.).